# McCrilliss Nunatak
McCrilliss Nunatak är en nunatak i Antarktis. Den ligger i Västantarktis. Inget land gör anspråk på området. Toppen på McCrilliss Nunatak är 1 226 meter över havet.
Terrängen runt McCrilliss Nunatak är lite kuperad, och sluttar norrut. Trakten är obefolkad. Det finns inga samhällen i närheten.